# Oposición iraní en el exilio

Bandera de Irán con León y Sol.

La oposición iraní en el exilio se refiere a grupos y partidos políticos que se oponen el gobierno presente de Irán. La mayor parte de los partidos de la oposición fueron reprimidos o prohibidos en el país, tanto durante la época de la monarquía del Sah, como durante la actual época de la república teocrática islámica. Los partidos de la oposición al régimen teocrático se han reorganizado en el exilio. Los partidos de oposición iraníes tienen dificultades para actuar en Irán, ya que el régimen no duda en reprimirlos por todos los medios. Sin embargo, existen tensiones entre los partidos de la oposición, por sus doctrinas y por sus diferentes visiones de Irán.

## Grupos y partidos políticos
Aunque hay muchos partidos iraníes exiliados en el extranjero, estos se pueden dividir en varias ramas ideológicas: 
- Consejo Nacional de Resistencia de Irán.
- Grupos anarquistas y anarcosindicalistas.
- Grupos feministas y defensores de los derechos de la mujer.
- Organizaciones de defensa de los derechos de las personas LGBTI.
- Organización de los Muyahidines del Pueblo de Irán.
- Partidos fascistas y nacionalsocialistas.
- Partidos liberales, republicanos, socialistas y verdes.
- Partidos marxistas-leninistas.
- Partidos monárquicos y conservadores.
- Partidos nacionalistas árabes, azeríes, baluchíes y kurdos.
- Partidos paniranistas.
- Partidos y grupos yihadistas.

Muchos iraníes no conocen a la mayoría de partidos políticos en el exilio. Los partidos conocidos por todos los iraníes son; los Muyahidines del Pueblo Iraní, los partidos monárquicos, el Frente Nacional, la Organización de Guerrillas Fedai del Pueblo Iraní, y el Partido Tudeh (considerado por algunos como el "verdadero" partido comunista), a modo de ejemplo, pocos iraníes conocen la existencia del Partido Hekmatista, aunque es muy activo fuera de Irán. Desde septiembre de 2005, algunos partidos en el exilio que antes estaban muy divididos (a veces incluso dentro de grupos con la misma ideología política) comenzaron a unirse y crear un parlamento en el exilio. 

### Consejo Nacional de Resistencia de Irán
El Consejo Nacional de Resistencia de Irán (CNRI), es un parlamento en el exilio con 540 miembros. El CNRI se preocupa por los problemas internos de Irán. En efecto, este consejo es el encargado de establecer las leyes democráticas en el marco de un cambio de régimen. Las decisiones más importantes que ha tomado el CNRI, son por un lado el reconocimiento de los derechos de la mujer, así como la libertad de culto.
El Frente Democrático Nacional de Hedayatollah Matin-Daftari, se unió alConsejo Nacional de Resistencia de Irán, dominado por los Muyahidines del Pueblo, en 1982.
La presidenta electa y portavoz oficial del Consejo Nacional de Resistencia de Irán era Maryam Rajavi. Esta organización había sido considerada anteriormente como un grupo terrorista, por los Estados Unidos y la Unión Europea. Del 27 al 29 de octubre de 1999, durante la visita a Francia del ex-Presidente de Irán, Mohammad Jatamí, se produjeron una serie de detenciones en las filas de la oposición iraní en Francia. Además, hubo incidentes en la sede del CNRI en Francia, en Auvers-sur-Oise.

### Grupos anarquistas y anarcosindicalistas
El anarquismo en Irán tiene sus raíces en una serie de filosofías disidentes y en el desarrollo de la poesía antiautoritaria, a lo largo del reinado de varias dinastías imperiales que gobernaron el país.  En la era moderna, el anarquismo llegó a Irán a fines del siglo XIX y aumentó tras la Revolución constitucional iraní, durante la dinastía kayar. La dinastía Pahlaví reprimió fuertemente a los anarquistas. La ideología anarquista en Irán fue muy reprimida después de la Revolución iraní, pero se reorganizó a principios del siglo XXI. Las ideas anarquistas comenzaron a extenderse una vez más dentro de Irán y en la diáspora iraní, y finalmente culminaron con el establecimiento de la Unión Anarquista de Afganistán e Irán, en mayo de 2018, con miembros en el exilio, Afganistán e Irán. Los miembros del grupo se han declarado abiertos a todas las tendencias anarquistas menos al anarcocapitalismo. La organización ofrece su apoyo a los presos políticos anarquistas recluidos en Irán. Los miembros del grupo participaron en las protestas iraníes de 2017 y 2018, que se organizaron sin un liderazgo central, y emitieron una declaración declarando su voluntad de cooperar con los luchadores por la libertad y los grupos armados de liberación en las regiones del Kurdistán iraní, Baluchistán, Azerbaiyán del Sur y Juzestán. Los anarquistas participaron en las protestas iraníes de 2019-2020.

### Organizaciones de defensa de los derechos LGBTI
El gobierno de Irán no permite que un partido u organización política respalde los derechos LGBT. El apoyo a los derechos LGBT en Irán ha recaído en un puñado de organizaciones políticas en el exilio.
El Partido Verde de Irán, declara en su sitio web que "todos los ciudadanos iraníes son iguales ante la ley, independientemente de su sexo, edad, raza, nacionalidad, religión, estado civil, orientación sexual o creencias políticas" y pide la separación de estado y religión.
El Partido Comunista de los Trabajadores de Irán tiene un manifiesto que apoya "el derecho de los adultos a ser libres para decidir sobre sus relaciones sexuales con otros adultos, la relación voluntaria entre los adultos es un asunto privado y ninguna persona o autoridad tiene derecho a intervenir".
El Partido Vía Obrera, el Partido de las Fronteras Gloriosas, y el Partido Constitucionalista de Irán Liberal Demócrata, han expresado su apoyo a la separación de la religión y el estado, lo que podría favorecer el desarrollo de los derechos LGBTI en el mundo.
El Ferrocarril Internacional para Refugiados Queer, anteriormente conocido como Ferrocarril Iraní para Refugiados Queer (IRQR), es un grupo de defensa de los derechos de las personas LGBTI en Irán. El grupo fue fundado y es dirigido por el director ejecutivo Arsham Parsi. Se creó en nombre de las personas LGBTI iraníes que buscan refugio seguro tanto dentro como fuera de Irán. Es la primera ONG iraní en el mundo que trabaja en nombre de las personas LGBTI iraníes en todo el mundo. El grupo tiene su sede en Toronto, Ontario, Canadá, donde la organización está registrada como una ONG. El IRQR brinda asistencia a solicitantes de asilo y vivienda, y ofrece asistencia financiera a quienes lo necesitan. El IRQR documenta e informa sobre casos de tortura, persecución, ejecución y otras violaciones de los derechos humanos que ocurren en Irán de manera regular. La organización ha ayudado a mostrar la situación de las personas LGBTI en Irán. El nombre de la organización está inspirado en el ferrocarril subterráneo que ayudó a los afroamericanos a escapar de la esclavitud en el siglo XIX. En agosto de 2008, Arsham Parsi, director ejecutivo de IRQR, se reunió con la oficina del Alto Comisionado de las Naciones Unidas para los Refugiados (ACNUR) y la Embajada de Canadá en Ankara, Turquía, en relación con los solicitantes de asilo LGBTI iraníes. Desde esa reunión, a varios solicitantes de asilo se les ha otorgado el estatus de refugiados o han sido remitidos a la Embajada de Canadá para su proceso de reasentamiento. A partir de diciembre de 2015, el IRQR ha trabajado directamente con 1.262 refugiados LGBTI procedentes de Irán, Afganistán y Siria, ayudándolos a través de su proceso de solicitud de asilo en ACNUR y su posterior asentamiento en Canadá, Estados Unidos y otros países. La mayoría de refugiados que buscan la ayuda de la organización son iraníes, sin embargo, recientemente, el IRQR también ha ofrecido sus servicios para ayudar a refugiados LGBTI afganos y sirios. En 2015, Arsham Parsi viajó a Turquía en febrero y septiembre, allí se reunió con refugiados LGBTI para documentar su situación y brindar servicios sobre el terreno,  se reunió con funcionarios de la oficina del ACNUR en Ankara para abogar por los casos más vulnerables y urgentes, a fin de que se les otorgue un proceso acelerado.  Gracias al trabajo del IRQR y la ACNUR, a muchos refugiados LGBTI se les concedió una entrevista y recibieron el estatus de refugiados, lo que significa que pueden comenzar su viaje hacia un nuevo hogar.

### Grupos feministas y defensores de los derechos de la mujer
El Movimiento de Mujeres Iraníes, es un movimiento social de mujeres iraníes por la defensa de los derechos de la mujer. El movimiento surgió después de la Revolución constitucional iraní. Durante las últimas décadas de la dinastía kayar, se crearon diversas asociaciones y se organizaron manifestaciones y protestas por los derechos de la mujer. 
La Organización Democrática de Mujeres Iraníes (ODMI) (en persa: تشکیلات دموکراتیک زنان ایران) es la sección femenina del Partido Tudeh de Irán.La sección fue dirigida por la camarada Maryam Farman Farmaian. La sección fue fundada en 1943 como la "Organización de Mujeres Iraníes" (OMI) (en persa: تشکیلات زنان ایران, transliterado: Tashkilat-i Zanan-i Iran) y se unió a la Federación Democrática Internacional de Mujeres en 1947. La organización reclamaba transformaciones radicales en las leyes que rigen los derechos de la mujer en la familia y el trabajo, según Hammed Shahidian. La OMI fue prohibida en 1949, junto con el partido Tudeh, pero la sección femenina del partido fue refundada nuevamente en 1951.

### Organización de los Muyahidines del Pueblo de Irán
En 1987, el principal partido islámico de oposición al gobierno iraní era el Mujahidin-e Khalq (MEK), los Muyahidines del Pueblo Iraní (MPI), un partido fundado en 1965 por un grupo de jóvenes chiitas. Todos eran graduados universitarios que creían que la lucha armada era la única forma de acabar con el régimen del Sah. A principios de la década de 1970, los muyahidines participaron en enfrentamientos armados con el ejército iraní, y organizaron actos de terrorismo.
Los muyahidines fueron aplastados en gran medida en 1975, pero el movimiento resurgió a principios de 1979, y desde entonces se ha revitalizado. Estas interpretaciones del Islam, sin embargo, pronto causaron problemas con el Partido de la República Islámica.Durante el verano de 1981, los muyahidines intentaron sin éxito provocar un levantamiento armado contra el Gobierno de Irán. Más de 7.500 muyahidines fueron asesinados durante este conflicto y en un año el movimiento muyahidín fue aplastado nuevamente.
Masud Rajavi, el líder de los muyahidines, logró escapar de Irán junto con Abolhasán Banisadr, en julio de 1981, e intentó aumentar su base invitando a todos los partidos no monárquicos a unirse al Consejo Nacional de la Resistencia Iraní (CNRI), que él y Bani Sadr habían creado para coordinar la oposición al régimen teocrático de los ayatolas.
Aunque la mayoría de los partidos se abstuvieron de cooperar con los muyahidines, estos lograron reclutar a nuevos miembros en los Estados Unidos y en las principales ciudades de Europa Occidental con grandes comunidades de exiliados iraníes. Desde el punto de vista de los otros partidos políticos, la posición más controvertida de los muyahidines es el reconocimiento público de sus vínculos con el Irak de Sadam Huseín, a partir de 1983. Este tema era delicado incluso dentro del Consejo Nacional de la Resistencia, y provocó la ruptura de Bani Sadr con Rajavi en 1984. Los muyahidines han mantenido contactos clandestinos con simpatizantes en Irán, y estos agentes durmientes han cometido regularmente actos terroristas. Por esta razón, el régimen de Teherán se ha preocupado más por ellos que por otros grupos de oposición con sede en el extranjero.
La libertad que disfrutaban los muyahidines en Francia se convirtió en motivo de controversia entre los gobiernos francés e iraní después de 1982. Cuando el gobierno francés trató de mejorar las relaciones a finales de 1985, el Primer ministro Mir-Hosein Musaví estableció unas condiciones que restringían sus actividades para normalizar las relaciones. En junio de 1986, Francia presionó a los muyahidines para que restringieran sus actividades. Esto llevó a Rajavi a aceptar una invitación del presidente iraquí Sadam Huseín para establecer su sede en Bagdad.
Después de mudarse a Irak, los muyahidines establecieron campos de entrenamiento cerca del frente de guerra, y regularmente afirmaban haber cruzado la frontera y haber luchado con éxito contra los Pasdarán. En junio de 1987, Rajavi anunció la formación de un Ejército de Liberación Nacional reorganizado y ampliado, abierto a los no muyahidines, para ayudar a derrocar al gobierno teocrático iraní. Muchos combatientes muyahidines, fueron masacrados en la Operación Mersad y en las ejecuciones de prisioneros políticos iraníes de 1988.
El Ferrocarril Internacional para Refugiados Queer, anteriormente conocido como Ferrocarril Iraní para Refugiados Queer (IRQR), es un grupo de defensa de los derechos LGBT en Irán. Fue fundado y está dirigido por el director ejecutivo Arsham Parsi. Se creó en nombre de las personas LGBT iraníes que buscan refugio seguro tanto dentro como fuera de Irán. Es la primera ONG iraní en el mundo que trabaja en nombre de las personas LGBT iraníes en todo el mundo. Tiene su sede en Toronto, Ontario, Canadá, donde la organización está registrada como ONG. IRQR brinda su ayuda a las personas solicitantes de asilo y vivienda, y ofrece asistencia financiera a quien lo necesita.

### Partidos fascistas y nacionalsocialistas
El partido SUMKA fue fundado por el Dr. Davud Monshizadeh, SUMKA fue un partido político fascista y nacionalista iraní, activo durante la década de 1950. El partido SUMKA era un adversario político del partido comunista Tudeh. El partido SUMKA apoyó el Golpe de Estado en Irán de 1953 contra el Primer ministro Mohammad Mosaddeq. El Dr. Davud Monshizadeh basó la organización y la ideología de su partido político en el Partido Nacional Fascista (PNF). La bandera del partido SUMKA representa una versión minimalista del Faravahar.

### Partidos liberales, republicanos, socialistas y verdes
Los partidos republicanos están formados por varios grupos, algunos de ellos han abrazado el socialismo en diversos grados. El Frente Nacional de Irán, bajo el liderazgo de Karim Sanjabi, tiene su sede en París. El partido ha tenido poca actividad política desde 1982. El Frente Nacional de Irán (en persa: جبهه ملی ایران, romanizado:Jebhe-ye Melli-ye Irân) es una organización política de la oposición iraní, fundada por Mohammad Mosaddeq en 1949. Es el grupo a favor de la libertad y la democracia más antiguo y posiblemente el más grande que opera dentro de Irán, a pesar de no haber podido recuperar nunca el protagonismo que tuvo a principios de los años 50. 
El Partido Verde de Irán (en inglés: Green Party of Iran; en persa: حزب سبزهای ایران, romanizado:Hezb-e-sabz Hayeh Iran), es un partido político verde disidente y crítico con el gobierno de la República Islámica de Irán. A efectos prácticos, es un partido prohibido sin una presencia real y física en Irán. El partido mantiene una postura crítica hacia el departamento de medio ambiente de Irán, y lo considera como "una fachada medio-ambiental en beneficio de los observadores internacionales", argumentando que "encubre los desastres medio-ambientales del estado". El partido forma parte del movimiento ecologista iraní. El partido se fundó en California, Estados Unidos, como una organización ecologista de la oposición iraní en el exilio. A partir de 2014, el partido tiene su sede en Alemania.
El Partido de las Fronteras Gloriosas (en persa: حزب مرز پرگهر, transliterado: Hezb-e Marz-e Por-Gohar), el nombre del partido está tomado de la primera línea del himno "Ey Irân"), es un partido político nacionalista iraní exiliado  en los Estados Unidos, este partido político está prohibido en Irán. Según Radio Europa Libre/Radio Libertad, el partido fue establecido en Teherán por un grupo de escritores y periodistas seculares nacionalistas en 1998. Actualmente algunos de sus miembros viven en Los Ángeles. Roozbeh Farahanipour, el líder del partido y otros doce miembros fueron arrestados en las Protestas de los estudiantes iraníes de julio de 1999.

### Partidos marxistas-leninistas
Al igual que los muyahidines, varios partidos políticos marxistas-leninistas mantuvieron células clandestinas en el país.
La Organización de Combatientes por la Libertad de la Clase Obrera (en persa: سازمان رزمندگان آزادی طبقه کارگر), (transliterado): Sāzmān-e razmandagān-e āzādī-e ṭabaqa-ye kārgar), o simplemente Razmandegan, fue un partido comunista de Irán que se oponía al revisionismo de la Unión Soviética y a la guerra de guerrillas.
La Organización de Guerrillas Fedai del Pueblo Iraní (OGFPI), corrió la misma suerte que el Tudeh en 1983, y fue diezmado por la persecución gubernamental, los miembros supervivientes se unieron al Tudeh. 
La Organización de Guerrillas Fedai del Pueblo Iraní (Minoría) (OGFPIM), se unió al levantamiento de los muyahidines de 1981, y perdió la mayoría de sus cuadros durante el enfrentamiento con el régimen de los ayatolas, el partido OGFPIM, tiene algunos militantes residentes en varias ciudades de Europa occidental y Estados Unidos.
La Organización de Lucha por la Liberación de la Clase Obrera (en persa: سازمان پیکار در راه آزادی طبقه کارگر) (transliterado: Sāzmān-e peykār dar rāh-e āzādī-e ṭabaqa-ye kārgar) fue una organización comunista iraní, marxista-leninista y secular, establecida en 1975, sus fundadores eran una escisión radical de los Muyahidines del Pueblo de Irán, que se oponían a la dirección de la organización. A principios de la década de 1980, el grupo se unió a la campaña guerrillera contra el gobierno teocrático de la república islámica, sus unidades operaban en el norte del país. En la década de 1980, la organización fue duramente reprimida por el régimen, los miembros del grupo abandonaron la actividad política, y se integraron en las comunidades de emigrantes iraníes residentes en Europa y Estados Unidos. Su órgano oficial era el periódico semanal Peykar.
Los líderes del Partido de las Masas de Irán (Tudeh) que lograron escapar de los arrestos masivos del gobierno y de la disolución forzosa de su partido en 1983, restauraron el Tudeh en el exilio en la República Democrática Alemana (RDA).
El Partido Comunista Obrero de Irán (en persa: حزب کمونیست کارگری ایران) es un partido político fundado en 1991, que lucha por el derrocamiento de la república islámica de Irán,y por el establecimiento de una  república obrera y socialista en Irán.
El Partido Comunista Obrero de Irán Hekmatista (en persa: حزب کمونیست کارگری ایران-حکمتیست) es una organización política de oposición al régimen teocrático iraní. El partido fue fundado en 2004 por Koorosh Modaresi. Los miembros del partido sienten una gran admiración por el dirigente marxista Mansoor Hekmat.
El Partido Comunista Obrero de Irán Unido, fue un partido político de la oposición iraní en el exilio. El partido tenía una ideología comunista obrerista, y admiraba al dirigente marxista de Mansoor Hekmat. El grupo fue fundado en 2007 por la esposa de Hekmat Mansoor, la feminista radical Azar Majedi, y los militantes Ali Javadi, Homa Arjomand y Siavash Daneshvar, como una escisión del Partido Comunista Obrero de Irán. El partido celebraba conferencias y reuniones en Europa, y realizaba campañas contra la república islámica. En 2012, el grupo se unió al Partido Comunista Obrero Hekmatista.
El Partido Comunista de Irán Marxista-Leninista-Maoísta, es un partido comunista de la oposición iraní al régimen teocrático de los ayatolás. El partido es la sección iraní del Movimiento Revolucionario Internacionalista. El grupo es la continuación de la Unión de Comunistas Iraníes Sarbedaran. El partido publica varios libros y está publicando algunas la revista "Haghighat" (en persa: حقیقت, "La verdad") y "Jahani Baraye Fath" (en persa: جهانی برای فتح), una traducción al persa de la publicación "Un mundo por  ganar"). El partido ha participado en algunas manifestaciones en el extranjero.
ElPartido Socialista de los Trabajadores de Irán, (en persa: حزب کارگران سوسیالیست ایرانHezb-é- Kargaran-é Socialiste– HKS) fue un partido políticocomunistairaní de tendenciatrotskista.
La Organización de Trabajadores Revolucionarios de Irán - Vía Obrera (en persa: سازمان کارگران انقلابی ايران - راه کارگر, transliterado: Rāh-e kārgar) es una organización política marxista-leninista iraní formada en 1978 por antiguos miembros de otros grupos de izquierda. El grupo está actualmente exiliado en Alemania. La organización era muy crítica con otros grupos de izquierda, como el Partido Tudeh, la Organización de Guerrillas Fedai del Pueblo Iraní y la Organización de Lucha por la Liberación de la Clase Obrera. Sin embargo, no tenía una base amplia como otros partidos. En 1981, algunos de sus miembros fueron ejecutados por el régimen teocrático iraní.
Otros partidos significativos dentro de este grupo son: 
- Partido Comunista de Irán.
- Partido del Trabajo de Irán (Toufan).
- Unión de Comunistas Iraníes (Sardebaran).
- Unión de Militantes Comunistas de Irán.

### Partidos monárquicos y conservadores
Varios partidos monárquicos apoyan la restauración de la monarquía en Irán. Los monárquicos están de acuerdo en que Reza Pahlaví II, el hijo mayor de Mohammad Reza Pahlaví, el anterior Sah de Irán, es el heredero legítimo de la Dinastía Pahlaví. El Príncipe heredero se autoproclamó Sah Reza Pahlaví II en 1980, tras la muerte de su padre. Posteriormente anunció que quería gobernar como un monarca constitucional.
El Partido Constitucionalista de Irán Liberal Demócrata (en persa: حزب مشروطه ايران–لیبرال دموکرات), es un partido político monárquico en el exilio iraní, el partido rechaza la revolución iraní y espera el regreso de la monarquía bajo el reinado de Reza Pahlaví II. 
El grupo monárquico más activo fuera de Irán es el Movimiento de Resistencia Nacional de Irán, con sede en París y bajo el liderazgo de Shapur Bajtiar (él mismo estaba contra el anterior Sah por el carácter autoritario de su régimen). La posición oficial de este movimiento es restaurar la Constitución iraní de 1906, tal y como la crearon sus redactores, con un Sah reinando en lugar de gobernar. En 1983, el grupo de Bajtiar acordó cooperar con otro grupo con sede en París, el Frente de Liberación de Irán, que estaba dirigido por Ali Amini, también ex-Primer ministro. Cuando Manuchehr Ganji, exmiembro del gabinete real, rompió lazos con Amini en 1986, muchos partidarios del Frente de Liberación se unieron a él para formar un partido rival llamado Bandera de Kaveh, quien según la leyenda era un herrero de la época preislámica, que derrotó a un tirano, y ayudó a un Sah justo a regresar al trono de Irán. Antes de la Revolución iraní existía un partido monárquico llamado Rastakhiz.

### Partidos nacionalistas árabes
Los árabes khuzestanis (en árabe: عرب خوزستان) son la comunidad árabe más grande de Irán y residen principalmente en la mitad occidental de la Provincia de Juzestán.Esta área es conocida como Ahwaz por la comunidad árabe, la capital de Juzestán es Ahvaz. En 2010, los árabes khuzestanis sumaban alrededor de 1,6 millones de personas. 
El Movimiento de Liberación Nacional de Ahwaz (MLNA) (en inglés:National Liberation Movement of Ahwaz), es una organización árabe nacionalista y separatista cuyo objetivo es establecer un estado independiente llamado Ahwaz. 
ElMovimiento de Lucha Árabe para la Liberación de Ahvaz, es un grupo insurgente nacionalista árabe, su intención es convertir en un estado soberano a la provincia de Juzestán, de mayoría árabe, en el sudoeste de Irán. Es calificado como «organización terrorista internacional», por parte del gobierno teocrático iraní. En 1999, Ahmad Mola Nissi y Habib Yabar Ahvazi, activistas por la independencia de Juzestán, establecieron la organización nacionalista para continuar la lucha política por la independencia de Ahvaz(capital de la provincia iraní). 
El Partido Solidaridad Democrática de Al-Ahwaz, es un miembro de la Organización de Naciones y Pueblos No Representados (UNPO).

### Partidos nacionalistas azeríes
Los azerbaiyanos iraníes (en persa: ایرانیان آذربایجان; en azerí: ایران آذربایجانلیلاری), también conocidos como azerís iraníes, son los iraníes de etnia azerí que hablan el idioma azerí. Los azerbaiyanos iraníes son un pueblo de origen iraní y de lengua túrquica, son principalmente musulmanes chiitas, son el grupo étnico más grande de Irán, después de los persas. Los azerbaiyanos iraníes se encuentran principalmente y son nativos de la región del Azerbaiyán iraní, incluidas las provincias de (Azerbaiyán Oriental, Ardebil, Zanyán, Azerbaiyán Occidental), y en menor número, se hallan en otras provincias como Kurdistán, Ilam, Qazvín, Hamadán, Guilán, Markazí y Kermanshah. Los azerbaiyanos iraníes también constituyen una minoría significativa en Teherán, Karaj y otras regiones. 
El Azerbaiyán iraní (en azerí: Cənubi Azərbaycan; en persa,آذربایجان) es el territorio nacional de los azeríes bajo soberanía de Irán. Originalmente esta zona se llamaba Āturpātākāny a lo largo de la historia este nombre se ha convertido en Azerbaiyán.
El Movimiento del Despertar Nacional de Azerbaiyán del Sur (en azerí: Güney Azərbaycan Milli Oyanış Hərəkatı) es un grupo con sede en Bakú, que aboga por la autodeterminación de los azerbaiyanos de Irán y la unificación de los azerbaiyanos que viven a ambos lados del Río Aras. El grupo fue fundado en 2002 por Mahmudali Chehregani, y afirma representar los intereses de la minoría azerbaiyana de Irán. 
La Organización de Resistencia Nacional de Azerbaiyán (en persa: تشکیلات مقاومت ملی آذربایجان) (en azerbaiyano: Azərbaycan Milli Dirəniş Təşkilatı) fue fundada oficialmente en 2006. El grupo se define a sí mismo como parte del Movimiento Nacional general de Azerbaiyán del Sur. La organización aboga por el separatismo de los azerbaiyanos iraníes y tiene una ideología panturquista. El grupo busca recuperar los derechos económicos, políticos, sociales, culturales y humanos y las libertades fundamentales del pueblo azerí en el Azerbaiyán iraní. La organización tiene como objetivo actuar y luchar dentro de los métodos y valores democráticos, el grupo condena la violencia y el terrorismo. El portal de noticias del grupo es el sitio web ArazNews, y su portavoz es Babek Chalabiyanli.

### Partidos nacionalistas baluchíes
El Partido Popular de Baluchistán(en inglés: Balochistan People's Party, (en persa: حزب مردم بلوچستان), es un partido político nacionalista baluchi de Irán, cuyos objetivos son salvaguardar los derechos políticos, culturales y económicos del pueblo baluchi de la provincia de Sistán y Baluchistán, mediante la consecución de un sistema político democrático y federal en Irán. El pueblo baluchi está representado en la UNPO por el Partido Popular de Baluchistán desde el 26 de junio de 2005.

### Partidos nacionalistas kurdos
El Partido Democrático Kurdo de Irán, apoya los derechos culturales y políticos del pueblo kurdo dentro de un futuro gobierno federal, y ha estado luchando contra el régimen teocrático de la República Islámica de Irán desde 1979. Sin embargo, a principios de 1986, las fuerzas del Partido Democrático Kurdo, habían sido expulsadas del Kurdistán iraní, y continuaron realizando acciones de guerra de guerrillas contra las Fuerzas Armadas de la República Islámica de Irán y los Cuerpos de la Guardia Revolucionaria Islámica (Pasdarán), desde bases ubicadas en el Kurdistán iraquí, o bien desde el Kurdistán turco. 
El partido Komala, un partido de mayoría kurda, rechazó ya en 1979 las políticas de cooperación con los partidos Tudeh y Fedayín, y siguieron luchando contra las fuerzas del gobierno teocrático iraní hasta finales de 1985, cuando se vieron obligados a retirarse al Kurdistán iraquí. 
El Partido por una Vida Libre en Kurdistán (en kurdo: پارتی ژیانی ئازادی کوردستان, Partiya Jiyana Azad a Kurdistanê) (PJAK), es una organización política kurda del Kurdistán iraní. El partido está afiliado a la Confederación de los Pueblos del Kurdistán, Koma Civakên Kurdistanê, una alianza de varios partidos políticos kurdos inspirados por el antiguo Partido de los Trabajadores del Kurdistán (PKK). El partido apoya al líder kurdo Abdullah Öcalan, encarcelado en Turquía, a quien consideran como un líder político secuestrado y retenido como rehén. El líder de la organización es Haji Ahmadi. Se cree que la mitad de los miembros del grupo son mujeres, muchas menos de 20 años, entre ellas, la graduada en Psicología por la Universidad de Teherán, Gulistan Dugan; las mujeres apoyan al grupo porque este defiende la igualdad de género. La organización está activa también en Turquía y en Siria, y actúa desde bases en Irak de forma excepcional. El grupo se fundó en 2004, se cree que en 2005 mató a unos 120 policías iraníes. Después de la matanza de 10 kurdos que se manifestaban en el condado de Maku, en la Provincia de Azerbaiyán Occidental, por parte de las fuerzas de seguridad iraníes, el PJAK respondió matando a 24 miembros de estas fuerzas el 3 de abril de 2006. El 10 de abril siete miembros del partido fueron detenidos. El 8 de mayo de 2006 una serie de bombas estallaron en Kermanshah en un edificio del gobierno iraní. En la frontera los enfrentamientos son frecuentes. En agosto de 2007 destruyeron un helicóptero militar iraní. El 24 de abril de 2009, un grupo armado del PJAK atacaba una comisaría de policía en Kermanshah y mataba a 18 policías; algunos atacantes también murieron; una semana después, en revancha, Irán bombardeó el distrito de Pêncwên, ubicado en la Gobernación de Solimania, en el Kurdistán iraquí, aunque el PJAK supuestamente no tiene bases militares en esa región. Al llegar a la presidencia Barack Obama, el PJAK fue declarado como organización terrorista. Su jefe Abdul Rahman Haji Ahmadi fue arrestado en marzo de 2010 en Alemania, pero fue liberado a las pocas horas. La petición de extradición de Ahmadi realizada por Irán fue rechazada, puesto que Ahmadi era ciudadano alemán. 
La Organización de Lucha del Kurdistán Iraní, conocida como Khabat, que en kurdo significa "Lucha", es una organización clandestina kurda, fundada el 21 de septiembre de 1980 en el Kurdistán iraní. Su programa incluye la lucha contra la violencia y la opresión, y por los derechos nacionales kurdos. El grupo lucha contra la dictadura teocrática iraní y por los derechos de la mujer. En 2006, el grupo pasó a estar bajo el liderazgo de Babeshekh Hosseini, hijo de Jalal Hosseini.

### Partidos paniranistas
El partido paniranista (en persa: حزب پانایرانیست, transliterado: Ḥezb-e Pān-Irānist) es un partido político iraní que defiende el Paniranismo, otra formación política paniranista es el Partido de la Nación de Irán.

### Partidos y grupos yihadistas
Ansar Al-Furqan (en árabe: انصار الفرقان), es una organización baluchi insurgente sunita, de la Provincia de Sistán y Baluchistán, y ha sido designada como una organización terrorista por el gobierno teocrático de Irán. El grupo fue establecido en diciembre de 2013, mediante la fusión de los grupos Harakat al-Ansar e Hizbul-al-Furqan.
Jaish ul-Adl, en balochi: جئیش الئدل), es una organización militante salafista yihadista, que opera principalmente en el sureste de Irán, donde hay una gran concentración de baluchis sunitas, y una larga frontera con Pakistán. El grupo es responsable de llevar a cabo varios ataques contra civiles y personal militar en Irán. El grupo afirma que es un grupo separatista que lucha por la independencia de la Provincia de Sistán y Baluchistán, y por los derechos del pueblo baluchi. El Gobierno de Irán afirma que el grupo está vinculado con la organización Al-Qaeda. Jaish ul-Adl, también mantiene vínculos con Ansar Al-Furqan, un grupo armado baluchi sunita, activo en Irán. Salahudin Faruqui, es el actual jefe de Jaish ul-Adl. Su hermano, Amir Narui, fue asesinado por los Talibanes en Afganistán. El grupo fue fundado en 2012 por algunos miembros de Jundallah, un grupo militante extremista sunita, que se había debilitado tras la captura y ejecución de su líder, Abdelmalek Rigi, por parte del régimen teocrático de Irán, en 2010. Su primer gran ataque ocurrió en octubre de 2013. El grupo Jaish ul-Adl ha sido designado como una organización terrorista por los gobiernos de Irán, Japón, Nueva Zelanda, y los Estados Unidos. Los medios estatales iraníes han afirmado que los gobiernos de Arabia Saudita y Estados Unidos apoyan al grupo.
Jundallah o también conocido como Movimiento de Resistencia Popular de Irán Soldados de Dios, es un grupo insurgente islámico sunita, activo desde finales de 2005 en la Provincia de Sistán y Baluchistán. Dicho grupo acusa al gobierno del régimen chiita de abandono y discriminación contra los suníes y sus provincias. El Gobierno de Irán lo vincula con la organización Al Qaeda. También ha insinuado su vinculación con los servicios de inteligencia de Estados Unidos y Reino Unido, y asegura que los atacantes utilizan la frontera con Pakistán para entrar en Irán y cometer acciones de sabotaje.

## Protestas en Irán

### Protestas en 2022
Las protestas estallaron después de que Mahsa Amini, de 22 años, muriera bajo custodia policial tras ser detenida por la patrulla de orientación iraní, porque el hiyab que llevaba puesto no cubría totalmente su cabello. El régimen iraní restringió el acceso a la red de Internet, y el uso de la aplicación WhatsApp, para intentar limitar la capacidad organizativa de los manifestantes, los activistas alegan que han aumentado las detenciones de periodistas.

## Persecución del bahaísmo en Irán
Los seguidores del bahaísmo en Irán han padecido históricamente, y siguen padeciendo actualmente, una grave persecución por parte de las autoridades del régimen teocrático iraní.